# جوام كونا إي سيلفا
جوام كونا إي سيلفا (بالبرتغالية: João Cunha e Silva‏) مواليد 27 نوفمبر 1967 في لشبونة، هو لاعب كرة مضرب برتغالي سابق بدأ مسيرته كمحترف سنة 1987 وكان يلعب باليد اليمنى، اعتزل اللعب في 2000. أعلى تصنيف له في الفردي كان المركز الـ 108 في سنة 1991. أعلى تصنيف له في الزوجي كان المركز الـ 72 في سنة 1989.

## النهائيات

### الزوجي: 4 (2–2)
| الحصيلة | الرقم | التاريخ        | الدورة                            | الأرضية  | الشريك        | المنافس                       | النتيجة       |
| ------- | ----- | -------------- | --------------------------------- | -------- | ------------- | ----------------------------- | ------------- |
| الوصافة | 1.    | 5 مارس 1989    | نانسي، فرنسا                      | صلبة (i) | ماسو إدواردو  | أودو ريجلوسكي توبياس سفانتسون | 6–4, 6–7, 7–6 |
| الفوز   | 1.    | 12 أكتوبر 1992 | تل أبيب، إسرائيل                  | صلبة     | مايك باور     | مارك كوفرمانس توبياس سفانتسون | 6–3, 6–4      |
| الوصافة | 2.    | 26 مارس 1995   | بطولة الدار البيضاء للتنس، المغرب | ترابية   | إيمانويل كوتو | توماس كاربونيل فرانسيسكو رويج | 6–4, 6–1      |
| الفوز   | 2.    | 24 مارس 1997   | الدار البيضاء، المغرب             | ترابية   | نونو ماركيز   | كريم العلمي هشام أرازي        | 7–6, 6–2      |

## روابط خارجية
- جوام كونا إي سيلفا على موقع رابطة محترفي التنس (الإنجليزية)
- جوام كونا إي سيلفا على موقع الاتحاد الدولي لكرة المضرب (الإنجليزية)
- جوام كونا إي سيلفا على موقع كأس ديفيز (الإنجليزية)
- جوام كونا إي سيلفا على موقع خلاصة التنس.كوم (الإنجليزية)